# جاك بلاكبيرن
جاك بلاكبيرن (بالإنجليزية: Jack Blackburn)‏ مواليد 20 مايو 1883 في فرسايليس - الوفاة 24 أبريل 1942 في شيكاغو، كان ملاكم محترف أمريكي صنّف ضمن فئة وزن الوسط. دخل قاعة مشاهير الملاكمة الدولية.

## إحصائيات
خاض خلال مسيرته 166 نزالا، فاز في 113 وتعادل في 13 وخسر في 25. فاز بالضربة القاضية في 32 نزالا.

## روابط خارجية
- جاك بلاكبيرن على موقع بوكس ريك (الإنجليزية) (registration required)